# Светослав Минков
Светослав Константинов Минков (Радомир, 17. фебруар 1902 — Софија, 22. новембар 1966) био је бугарски писац апсурда.

## Биографија
Минков је рођен у Радомиру 1902. године у војној породици. Његов старији брат Асен умро је у Другом балканском рату, док је његов други брат Иван, члан Бугарске комунистичке партије, починио самоубиство 1925. године како би избегао хапшење од стране репресивних царских власти. Минков је добио основно образовање у Радомиру, а завршио средњу школу у Софији.
Његова сестра Теодора га је представила бугарским књижевним круговима двадесетих година 20. века. Објавио је свој први рад - Њутнов бином у магазину "Бугар" у 1920. години. Касније је уписан на војни колеџ у Аустрији, где је проучавао радове Гетеа, Ничеа, Едгар Алан Поа, Хенрика Ибсена и руских класичних аутора. Минков је био познат по свом ексцентричном карактеру и патио од бизарних, параноидних фобија, продорних опсесивних мисли и ноћних мора.
Студирао је на Универзитету у Софији на кратки временски период пре одласка у Минхен 1922. године. Ту је провео неке своје најбоље године, обраћајући више пажње на контакте са локалним боемијцима него на студије. Вратио се у своју земљу 1923. године и почео да ради као библиотекар у СС. Ћириловој и Методијевој Националној библиотеци. Пре 1942. године Минков је посетио више земаља у Европи, Азији и Јужној Америци. Између 1942. и 1943. радио је у бугарској амбасади у Токију. После 1944. почео је да ради у бројним новинама оријентисаним ка комунизму. Од 1954. до 1962. био је главни уредник штампарије "Бугарски писач".
Минков је умро у Софији 22. новембра 1966. године.

## Стил
Светослав Минков се сматра пиониром бугарске научне фантастике. Он је јединствена фигура у бугарској књижевности - његов таленат и стил су у великој мери изоловани од локалних књижевних тенденција из двадесетих и тридесетих година прошлог века, а он нема следбенике.
Његови радови првенствено се тичу губитка идентитета у технократском свету, социјалне униформности под утицајем технологије, неизвесности, морала и вредности и егзистенцијалних аспеката досаде. Минков живописно изражава своје идеје помоћу пародије, дијабола, сарказма и апсурда.
Написао је и бројне приче за децу, студије о јапанској култури и превео приче о Шехерезади на бугарски.